# Château de Beaumesnil
Le château de Beaumesnil est une demeure qui se dresse sur le territoire de la commune française de Beaumesnil dans le département de l'Eure, en région Normandie.
Le château est partiellement classé au titre des monuments historiques.

## Localisation
Le château est situé dans la commune du Mesnil-en-Ouche (Beaumesnil), dans le département français de l'Eure. (Haute-Normandie) 

## Historique
L’existence d’un domaine à Beaumesnil est attestée depuis 911, date du traité de Saint-Clair-sur-Epte. Le château actuel, bâti entre 1633 et 1640, est probablement resté inachevé. Restauré aux XIXe et XXe siècles, il abrite un musée de la reliure.
Le château entra par alliance au XIIe siècle dans la famille d'Harcourt et au XIIIe siècle, il devient l'apanage de la branche cadette de Robert d'Harcourt « dominus de Bellomesnillo » qui y établit sa résidence. À la mort du dernier de sa lignée à la bataille d'Azincourt, ses biens échurent à sa cousine Marie de Tournebu. Celle-ci se verra presque immédiatement confisqué des « manoir, chastel, mote, colombier et court » de Beaumesnil par le roi d'Angleterre qui les donnent à lord Willoughby. La place sera rendu en 1441 au vu des « bombardes et canons qui étaient affûtés » devant ses murs, à Pierre de Brézé qui s'en servira de base pour des coups de main dans la région. Jean de Tournebu recouvra alors le château, qu'il céda peu après au duc de Lorraine.
En 1604, Charles de Lorraine détachera le château du duché d'Elbeuf au profit de Félix Le Conte, marquis de Nonant, gentilhomme ordinaire de la chambre du roi, et son lieutenant au bailliage d'Alençon,. Jacques Le Conte, après avoir donné une grande fête dans le vieux château, confie sa reconstruction au « maître masson » rouennais Jean Gaillard et à l'entrepreneur Martin La Flèche,. Les marchés de pierres de taille, de maçonnerie et de charpente s'échelonnent entre 1631 et 1633.
C'est la marquise de Nonant, petite-fille du chancelier de Sillery, qui, après la mort de Jacques Le Conte, finira les travaux comme en témoigne son chiffre « MDC » répété plusieurs fois sur la façade.

### Propriétaires successifs
À ce jour, une quinzaine de familles propriétaires s’y sont succédé.

#### Meulan (jusqu’en 1171)
Les premiers possesseurs connus du lieu sont de la lignée des comtes de Meulan, dont :
- Roger de Beaumont (1015-[1094), vicomte de Rouen ; il épouse Adeline de Meulan ;
- Robert Ier de Meulan (1048-1118), comte de Meulan, fils du précédent ;
- Galéran IV de Meulan (1104-1166), comte de Meulan fils du précédent ;
- Robert II de Meulan (1142-1204), comte de Meulan, fils du précédent.

#### Harcourt(1171–1418)
- Robert d'Harcourt (v. 1150–ap. 1212), baron d’Harcourt, reçoit le bien en dot par son mariage en 1171 avec sa cousine Jeanne de Meulan, fille du précédent.
- Richard d'Harcourt (1180–1239), seigneur de Beaumesnil, fils des précédents ; il épouse Jeanne Tesson, dame d’Avrilly ; il fait construire un château fort.
- Robert d'Harcourt (° v. 1220), seigneur de Beaumesnil, fils des précédents ; il épouse Jeanne de Saint-Célerin.
- Robert d'Harcourt († 1313), seigneur de Beaumesnil, fils des précédents ; il épouse Jeanne de Villequier.
- Robert d'Harcourt († apr. 1346), seigneur de Beaumesnil, fils des précédents ; il épouse Jeanne de Prunelé.
- Robert d'Harcourt (v. 1330-1390), seigneur de Beaumesnil, fils des précédents ; il épouse Marguerite de Mauvoisin [6].
- Robert d'Harcourt († 1396), seigneur de Beaumesnil, fils des précédents.
- Marie d'Harcourt, dame de Flers, sœur du précédent.

#### Paynel (1396–1418)
- Guillaume Paynel (° v. 1343), seigneur de Milly, épouse la précédente.
- Marie Paynel (° v. 1360), dame de Flers, fille des précédents, mariée avec Guillaume de Tournebu (infra).

#### Intermède anglais (1418-1449)
- En 1418, durant la guerre de Cent Ans, Henri V d'Angleterre installe au château Robert de Willoughby ; les Anglais en sont chassés en 1435 par Florent, sire d'Illiers, mais ils le récupèrent un peu plus tard.

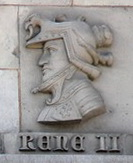
René de Lorraine.

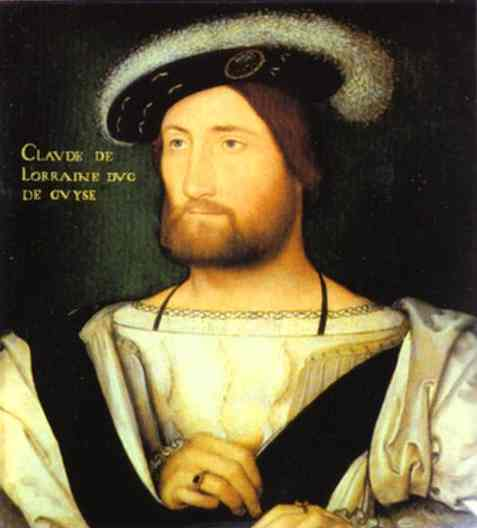
Claude de Lorraine-Guise.

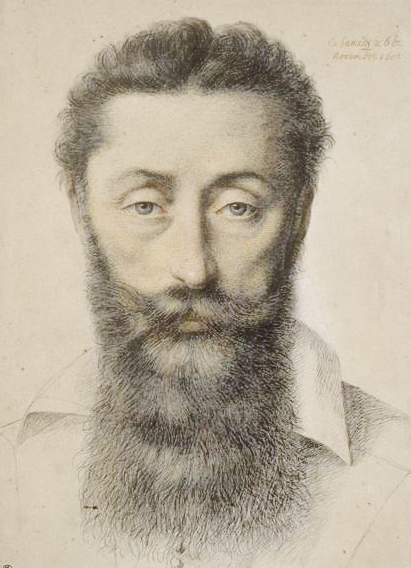
Nicolas Brûlart de Sillery.

#### Tournebu(1449-1463)
- Jean de Tournebu, fils de Guillaume de Tournebu et de Marie Paynel, dame de Flers (précédemment citée), qui avait elle-même hérité de Beaumesnil de sa mère Marie d’Harcourt, ramène cette terre dans le giron français ; il épouse Louise de Hangest.

#### Harcourt-Lorraine (1463–1604)
- Jean d'Harcourt († 1473), comte d’Harcourt, comte d’Aumale, baron d'Elbeuf, achète Beaumesnil à Jean de Tournebu ; il meurt sans alliance ni postérité.
- René II de Lorraine, duc de Lorraine et de Bar (1451–1508), neveu du précédent ; il épouse en 1485 Philippe de Gueldre.
- Claude de Lorraine, duc de Guise, fils cadet des précédents; il épouse en 1513 Antoinette de Bourbon-Vendôme.
- René de Lorraine , baron d'Elbeuf (1536–1566), fils des précédents ; il épouse en 1555 Louise de Rieux.
- Charles de Lorraine , duc d’Elbeuf (1556–1605), fils des précédents ; il épouse en 1583 Marguerite Chabot et vend Beaumesnil en 1604 au suivant.

#### Le Conte de Nonant(1604-1660)
- Félix Le Conte, baron de Nonant († 1622), achète Beaumesnil en 1604 à Charles d'Harcourt-Lorraine pour son fils Jacques.
- Jacques Le Conte, marquis de Nonant, écuyer, gentilhomme ordinaire de la chambre du roi Louis XIII († 1641), fils du précédent, fait construire le nouveau château qui sera transmis exclusivement par héritage ou par mariage jusqu’en 1927 ; il épouse en 1623 Marie Dauvet des Marets, petite fille de l’ambassadeur Nicolas Brûlart de Sillery ; chaque année, après avoir accompli son service, il revient passer trois mois sur ses terres.
- Pomponne François Le Conte, marquis de Nonant (1644-1654), fils des précédents.
- Catherine Le Conte de Nonant († 1693), sœur du précédent, mariée en 1660 avec Hérard Bouton de Chamilly, qui suit.

#### Bouton de Chamilly (1660–1722)
- Hérard Bouton de Chamilly, chevalier, comte de Chamilly, gouverneur de Dijon (1630–1668), épouse en 1660 Catherine Le Conte de Nonant (supra), qui lui apporte Beaumesnil en dot.
- François Bouton de Chamilly, comte de Chamilly, ambassadeur extraordinaire au Danemark (1663–1722), fils des précédents ; il épouse en 1690 Catherine Poncet de La Rivière.
- Madeleine ou Magdeleine Bouton de Chamilly († 1772), comtesse de Graville, fille des précédents, mariée avec François Martel, comte de Clères († 3 février 1726, inhumé dans l'église de Clères). Veuve, elle se remarie en 1730 avec Louis-Robert Malet, comte de Graville, marquis de Valsemé. Elle laisse uniquement une fille de son premier mariage : Françoise Martel de Clères (Paris, 25 octobre 1721 - Paris, 10 mars 1773), mariée dans la chapelle du château de Beaumesnil le 27 juillet 1740 avec son cousin, Charles Martel, comte de Fontaine, seigneur d'Esmalleville, seigneur châtelain de Bellencombre. Comme sa mère, Françoise Martel de Clères laissa aussi une fille unique : Louise Suzanne Edmée Martel (1745-1779), mariée en 1760 avec le duc de Charost, qui va suivre[7].

#### Malet de Graville de Valsemé (1722–milieu duXVIIIesiècle)
- Louis Robert Malet de Graville (° 1698), marquis de Valsemé, lieutenant général des armées, épouse en 1730 Madeleine Bouton de Chamilly, veuve.de François Martel, comte de Clères, sans enfant.

#### Martel (milieu duXVIIIesiècle–1760)
- Louise Suzanne Edmée Martel, née en 1745, elle meurt au château de Beaumesnil le 6 octobre 1779, elle épouse à Paris en 1760 Armand Joseph de Béthune, duc de Charost, qui va suivre. Elle est la fille de Françoise Martel de Clères et de Charles Martel d'Esmalleville († 1760[8]), comte de Fontaine Bolbec ; la petite fille de Madeleine Jauche-Bouton de Chamilly et de son premier époux, François Martel († 1726), comte de Clères, maître de camp.

#### Béthune-Charost (1760–1802)
- Armand Joseph de Béthune (1738–1800), duc de Chârost, pair de France, descendant direct de Sully, épouse en 1760 Louise Suzanne Edmée Martel (qui précède) ; à la Révolution, le château est pillé, le duc est arrêté et, bien qu’il ait aboli les droits féodaux sur ses terres, son fils Armand de Béthune (1771-1794) est guillotiné à l'âge de 23 ans.
- Maximilienne Augustine Henriette de Béthune (1772-1828), à la fois cousine et veuve d’Armand de Béthune Charost, hérite de la propriété.

#### Montmorency-Laval(1802–1851)
- Eugène-Alexandre de Montmorency Laval (1773-1851), « marquis de Montmorency » puis 4e duc de Laval, épouse en 1802 Maximilienne de Béthune (précitée). Devenu veuf, il se remarie en 1833 avec Constance de Maistre, fille de l'écrivain Joseph de Maistre. Il fait alors appel à l'architecte Joseph Antoine Froelicher pour une remise en état du château[9]. Ayant fait vœu d’édifier une chapelle si les Bourbons revenaient au pouvoir, ils tiennent parole à l’avènement de Louis XVIII et la chapelle est consacrée en 1820. Le duc de Laval meurt sans postérité, léguant le château à son beau-frère : Rodolphe de Maistre.

#### de Maistre (1851–1927)
- Rodolphe de Maistre (1789–1866), frère de Constance, hérite du domaine ; il épouse Charlotte Espérance de Plan de Sieyes.
- Charles de Maistre (1832–1897), comte de Maistre, fils du précédent.
- Rodolphe de Maistre (1868–1934), comte de Maistre, fils du précédent.

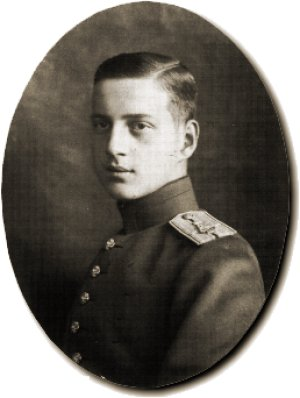
Dimitri Pavlovitch Romanov.

- Gonzague de Maistre (1873–1936), frère du précédent ; ayant sauvé de la ruine le château que son frère lui avait cédé après la Première Guerre mondiale (il a recours aux services de l'architecte Henri Jacquelin), il le vend en 1927 à une société américaine.

#### Audrey Emery (1927-1937) -Romanov(1937–1939)
- Audrey Emery riche héritière d'origine américaine achète le château à Gonzague de Maistre en 1927 et à son divorce en 1937 le lègue à son époux  grand-duc Dimitri Pavlovitch (1891–1942); Audrey Emery fera restaurer les pavillons.

#### Fürstenberg (1939 à nos jours)
- Jean Fürstenberg (1890-1982) et son épouse Eugénie achètent la propriété en 1939 ; bibliophiles, ils y créent après la guerre un musée de la reliure. Sans enfant, ils apportent la propriété en 1964 à une fondation dédiée, la Fondation Fürstenberg Beaumesnil[10].
- Au décès de Jean, en 1982, la fondation Fürstenberg Beaumesnil, reconnue d’utilité publique en 1966, s'efforce de maintenir en état l’ensemble du domaine et de ses collections.

## Description

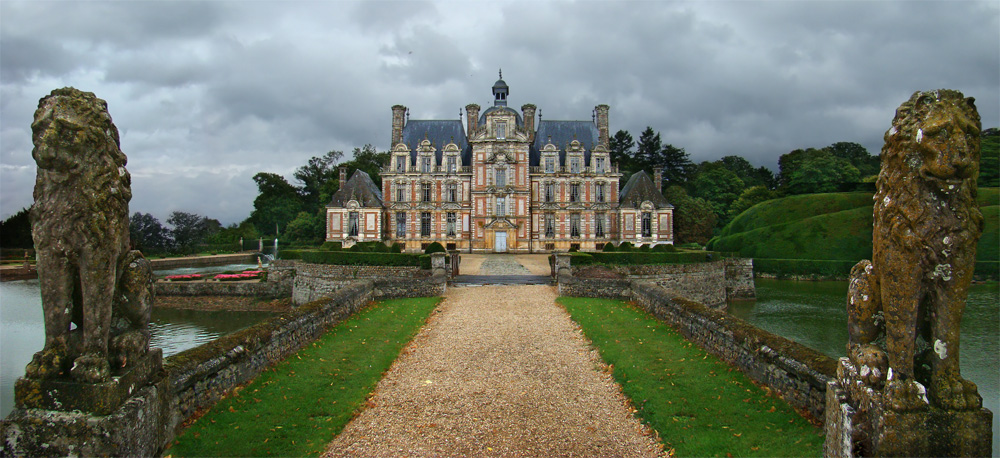
Façade ouest.

De la forteresse élevée au XIIIe siècle, il ne subsiste, pour la mémoire, qu’une énorme motte circulaire couverte d’un labyrinthe végétal qui matérialise l’emplacement d’une ancienne tour talutée.
Rare exemple de château baroque d’époque Louis XIII (l’essentiel de la construction, dirigée par l’architecte Jean Gallard, se situe entre 1633 et 1640), la demeure actuelle, contemporaine de la fontaine Médicis et de l’hôtel de Sully, porte l’empreinte de la Renaissance finissante, mais on y trouve aussi la marque de courants nouveaux, venus d’Italie (style florentin) et de Hollande. Les matériaux utilisés sont la brique et la pierre. La brique, bon marché, était produite en grande quantité en Normandie mais, pour remédier aux éventuels défauts de fabrication, il était d’usage de renforcer les parties les plus fragiles avec de la pierre.
Côté ouest, l’entrée principale est précédée par un pont, une vaste cour formant terrasse et un escalier d'une vingtaine de marches aboutissant à mi-hauteur entre le sous-sol et le premier étage. Venant du parc, côté est, on franchit un autre pont qui débouche sur un double escalier donnant directement sur le premier étage.
L’ensemble comprend :
- un avant-corps central surmonté d’un lanternon, symbole de puissance où deux feux signalaient toute la nuit aux alentours l’emplacement du château ;
- un corps de logis rectangulaire comportant trois travées de part et d’autre de l’avant-corps, où se trouvaient les appartements des maîtres de maison et les pièces réservées aux invités de marque ;
- deux pavillons latéraux, ajoutés au XVIIIe siècle, où on logeait les personnes de moindre importance ;
- le tout coiffé d’une haute toiture en ardoise.

Le logis se compose de quatre niveaux : un sous-sol, deux étages et un étage de combles.
Sur les façades, construites par les Frères Martin et Toussaint La Flèche, c’est la ligne verticale, soulignée notamment par la hauteur des baies et des cheminées, qui domine. La décoration est assez chargée : chaque baie, chaque fenêtre, chaque lucarne est surmontée d’un fronton cintré ou triangulaire dont le centre est occupé par un mascaron inspiré des masques de la Commedia dell'arte. Le motif répétitif d’un « M » et d’un « D » entrelacés rappelle les initiales de la première propriétaire (Marie Dauvet des Marets). On note l’association de trois couleurs : le bleu de l’ardoise, symbole du ciel, le blanc de la pierre, couleur royale, et le rouge de la brique, couleur des empereurs romains.
Le grand escalier d’honneur est entièrement logé dans l’avant-corps. Au niveau inférieur du corps de logis, qui abrite des soubassements à la belle architecture voutée, se trouvent :
- la salle à manger des communs ;
- la cuisine, meublée et animée. Une cheminée monumentale, à l’intérieur de laquelle un tourne broche mécanique est installé; il permettait que les petits marmitons ne se brûle le visage à tourner la broche des heures durant. Un puits, un coussiège (sorte de banc en pierre construit dans le renfoncement des fenêtres) qui permettait de profiter de la lumière naturelle pour effectuer des travaux de couture ; la cuisine est directement reliée au premier étage par un escalier de service.

Au second niveau, en grande partie redécoré vers 1921 par l'architecte Henri Jacquelin, on découvre successivement :

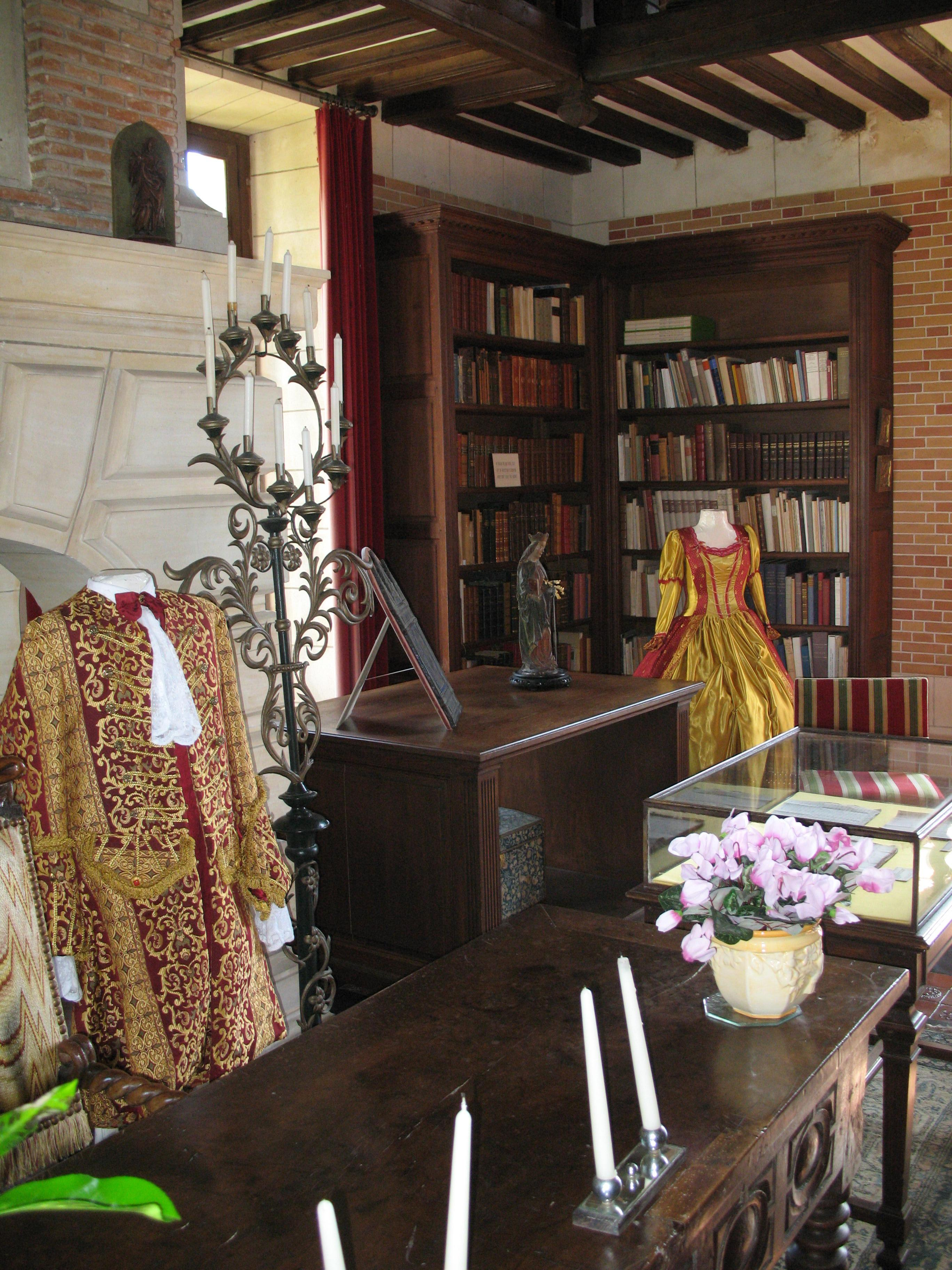
La bibliothèque.

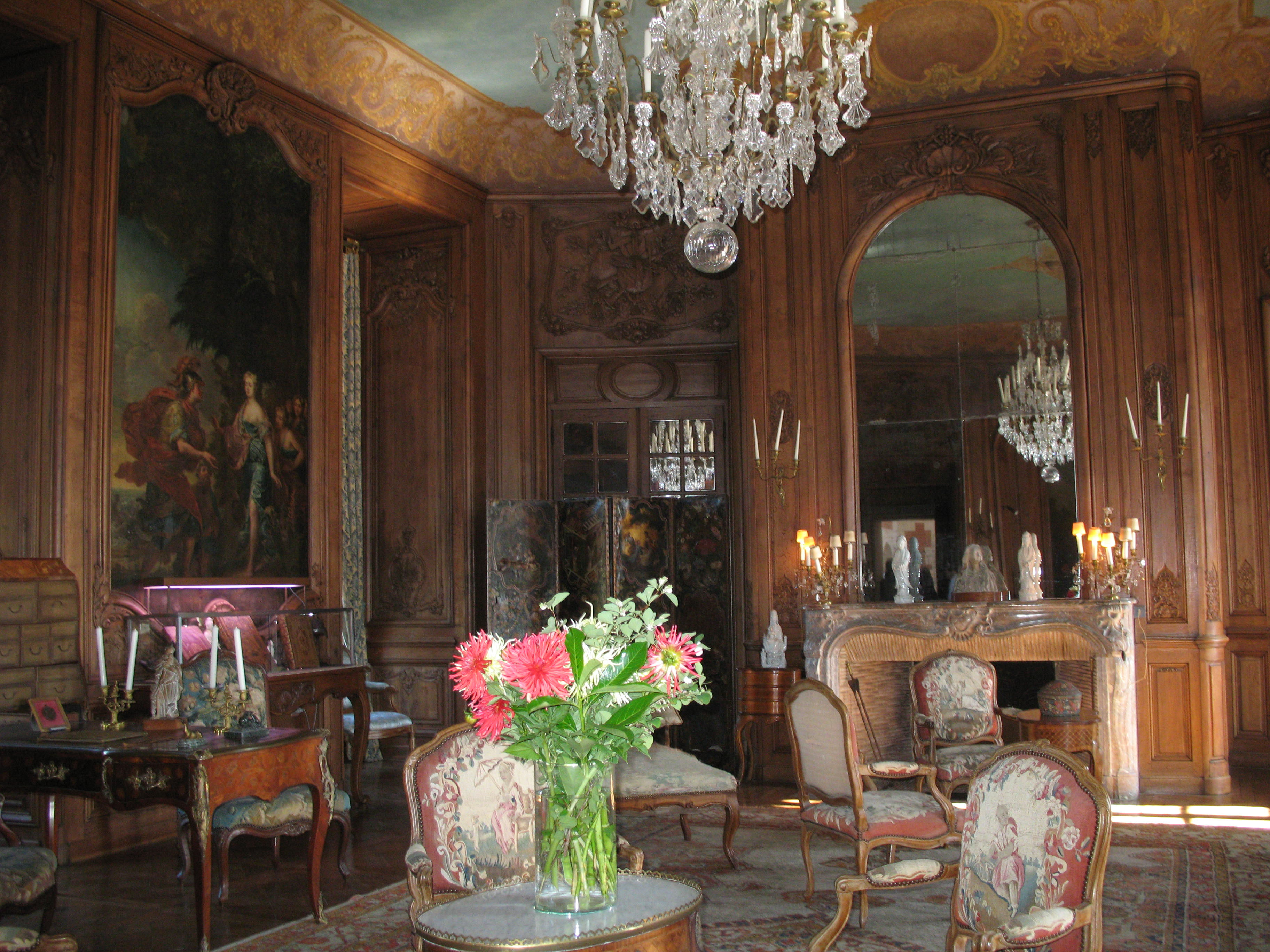
Le Grand Salon.

- la bibliothèque, où se trouve un tableau représente Marie de Médicis (le grand-père de l’épouse du premier propriétaire fut un de ses ministres) ; au-dessus de ce tableau, on lit la devise des Montmorency ; le carrelage rouge reprend différents emblèmes de cette famille (l’aigle, le lion, le trèfle à quatre feuilles au milieu d’une branche de laurier et la croix des Croisés) ;
- le Grand Salon en partie Louis XV, avec, au centre, des sièges dits « courants » (qu’on déplaçait fréquemment), recouverts de tissus aux motifs de fables de La Fontaine et de personnages exotiques et, le long des murs, des sièges cannés dits « meublants » (qu’on ne déplaçait pas), dont on recouvrait l’assise d’une galette en hiver; un paravent à quatre pans protégeait des courants d’air la personne installée sur le lit de repos, meuble confortable souvent utilisé pour la conversation ; la cheminée est décorée d’une coquille Saint-Jacques au naturel ; des lambris, sculptés dans les parties supérieures, sont présents sur les quatre murs ; le tapis, qui recouvre une grande partie du parquet, était roulé et rangé quand la pièce n’était pas utilisée ; au-dessus de la cheminée, la glace est composée de cinq éléments car la technique française du début du XVIIe siècle ne permettait pas encore la fabrication d’une grande surface d'un seul tenant ; au plafond, la partie centrale, peinte en bleu, est encadrée par un bandeau d’ornement ;
- une salle à manger avec une table dressée, dont le sol est carrelé, comme dans la bibliothèque, aux armes des Montmorency; des tapisseries ont été posées par la suite mais la règle voulait qu’il n’y ait pas de tissu accroché aux murs en raison du risque d’imprégnation des odeurs ; de même, la cheminée a été ajoutée au XIXe siècle ; avant, elle n’avait pas sa place dans ce type de pièce ;
- les appartements de Madame, dont une chambre dans laquelle on reconnaît un portrait d’Henriette-Marie de France, reine d’Angleterre ; le secrétaire était équipé d’un dispositif ingénieux : l’ouverture du cylindre déclenchait le déplacement de la tablette et le retrait de celle-ci commandait la fermeture du cylindre ; le décor d’un dessus de porte est agrémenté de brins de muguet ;
- un petit bureau.

Le niveau supérieur abrite: 
- le musée de la reliure; dans laquelle on conserve un extrait des minutes de l’interrogatoire de Ravaillac, exposé dans une vitrine ;
- une galerie de cuisiniers célèbres auteur de livre de cuisines comme Antonin Carême ou Brillat Savarin ;
- une exposition de tables d’égoïstes et des arts de la table au fil des siècles ;

Le dernier étage du château n'est pas ouvert à la visite.

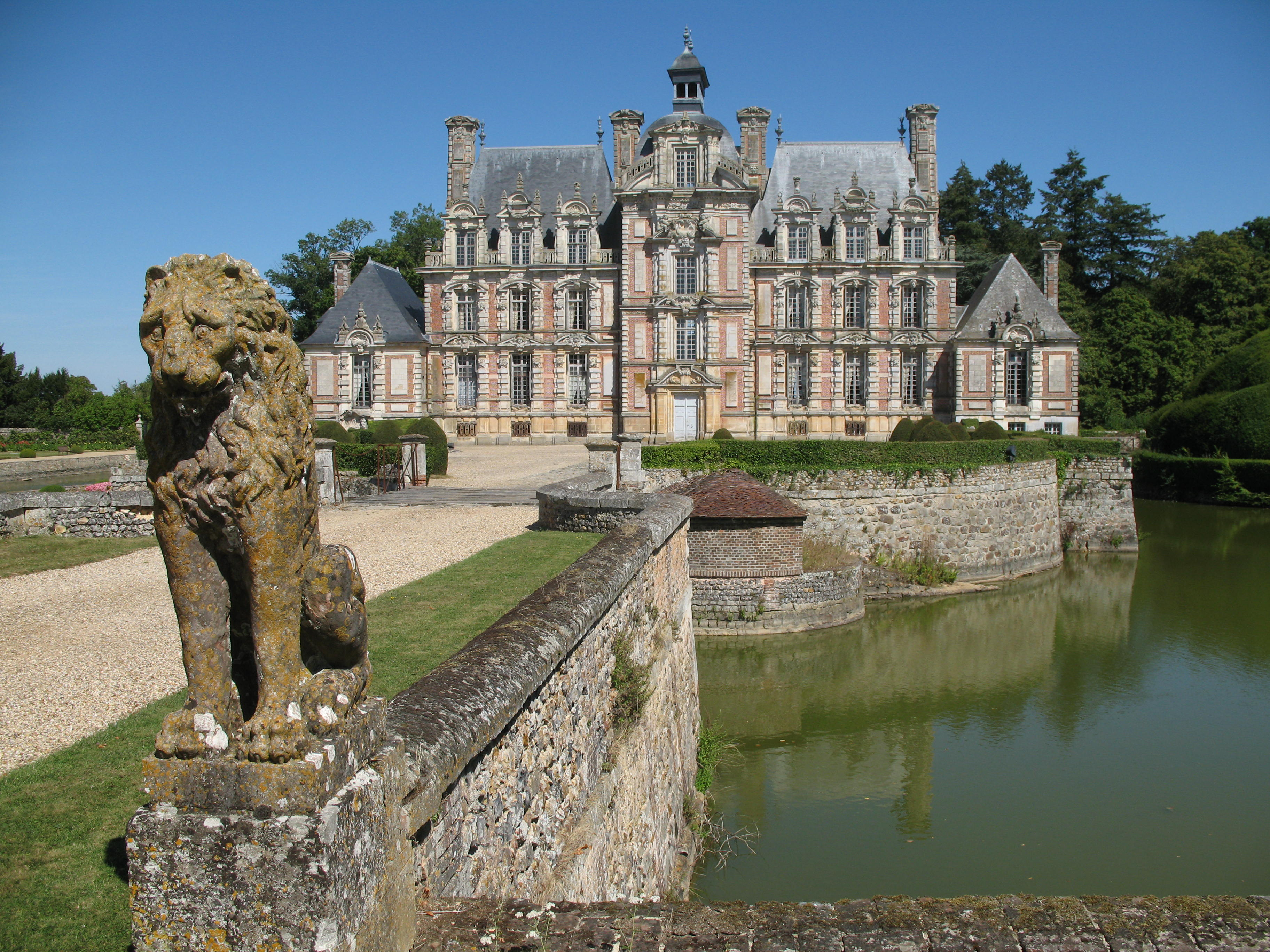
Façade occidentale vue du pont.
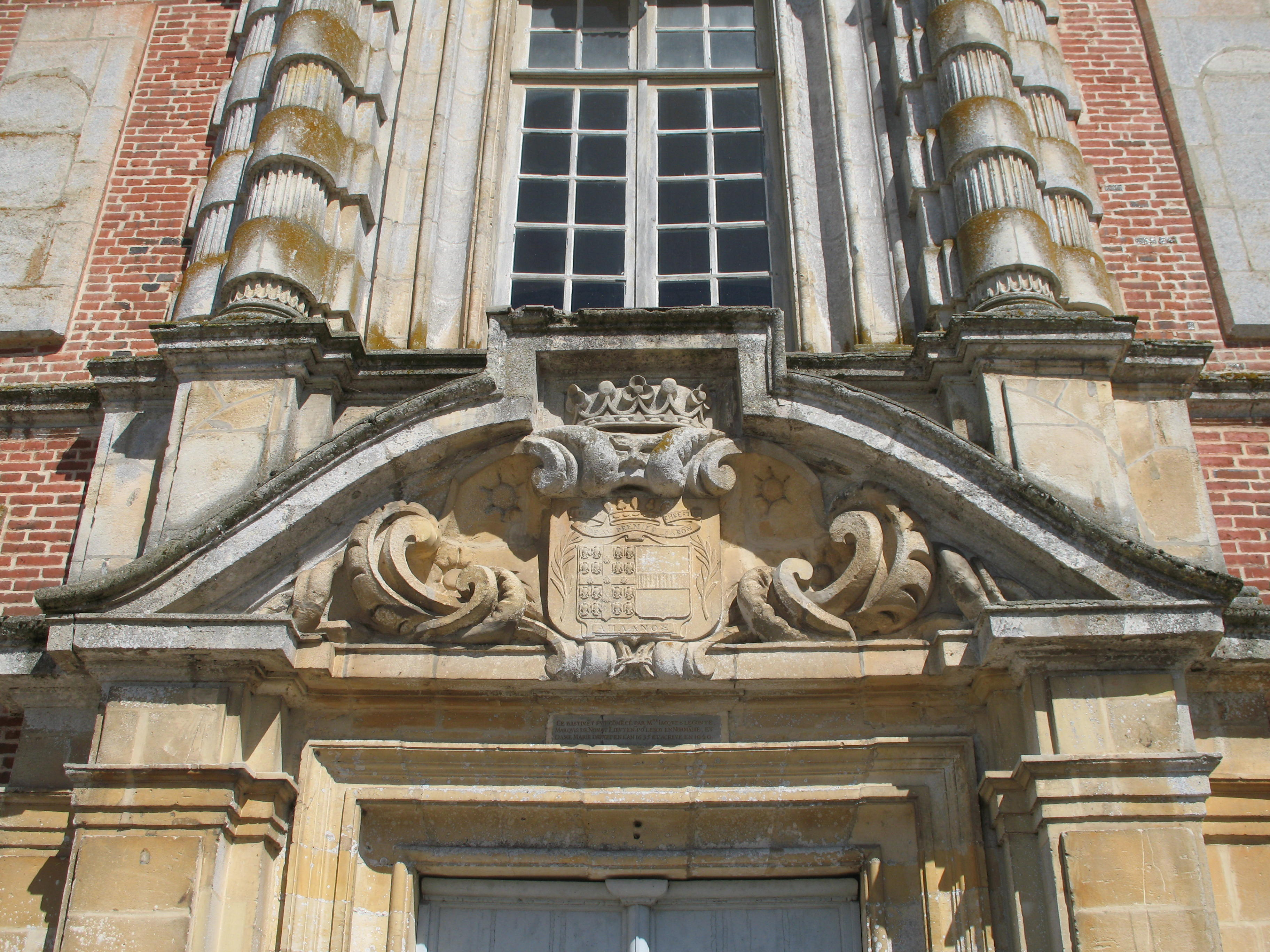
Détail façade occidentale.
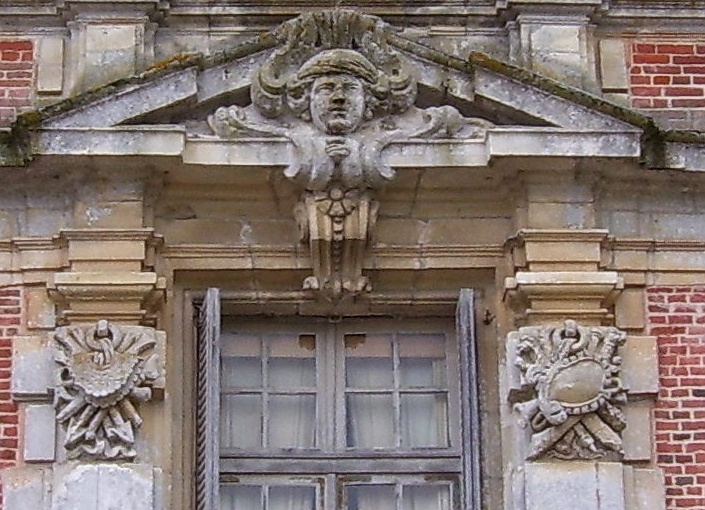
Masque en façade.
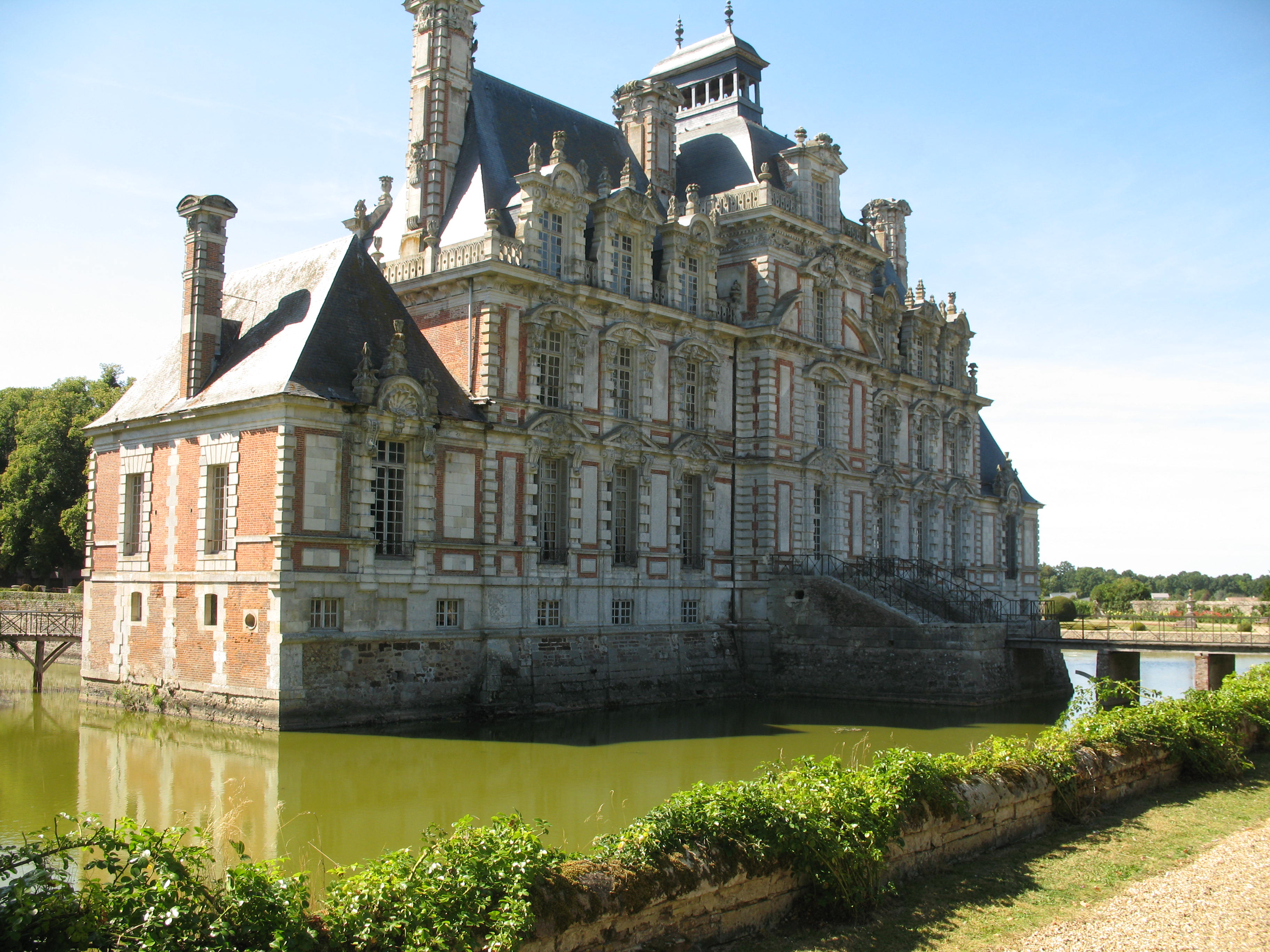
Façade orientale.

Le domaine de 80 ha (il atteignait près de 3 000 ha au XVIIe siècle) comprend également :

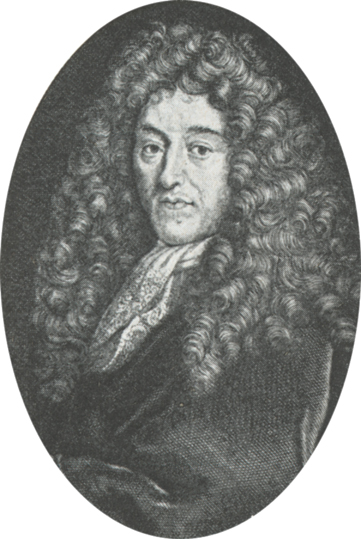
La Quintinie.

- à l’est, un parc traversé par une longue allée dans le prolongement du château, bordée symétriquement par des carrés de pelouse et, au-delà, par une zone boisée ; il fut à l’origine réalisé par Jean-Baptiste de La Quintinie ;
- au nord, des jardins à la française dits « la demi-lune » et « les quatre saisons » ; ils sont parsemés de statues ;
- une vaste pièce d’eau entourant complètement le château et la motte féodale qui s’y reflètent ; ces sortes de douves sans fonction défensive sont agrémentées de jets d’eau ;
- à l’ouest, des communs et une ferme situés de part et d’autre de l’allée qui mène du portail à la cour d’honneur.
- Un verger où se trouve une glacière, chaque domestique devant deux jours de corvée en hiver pour récupérer de la glace aux alentours; une buanderie; un lavoir.

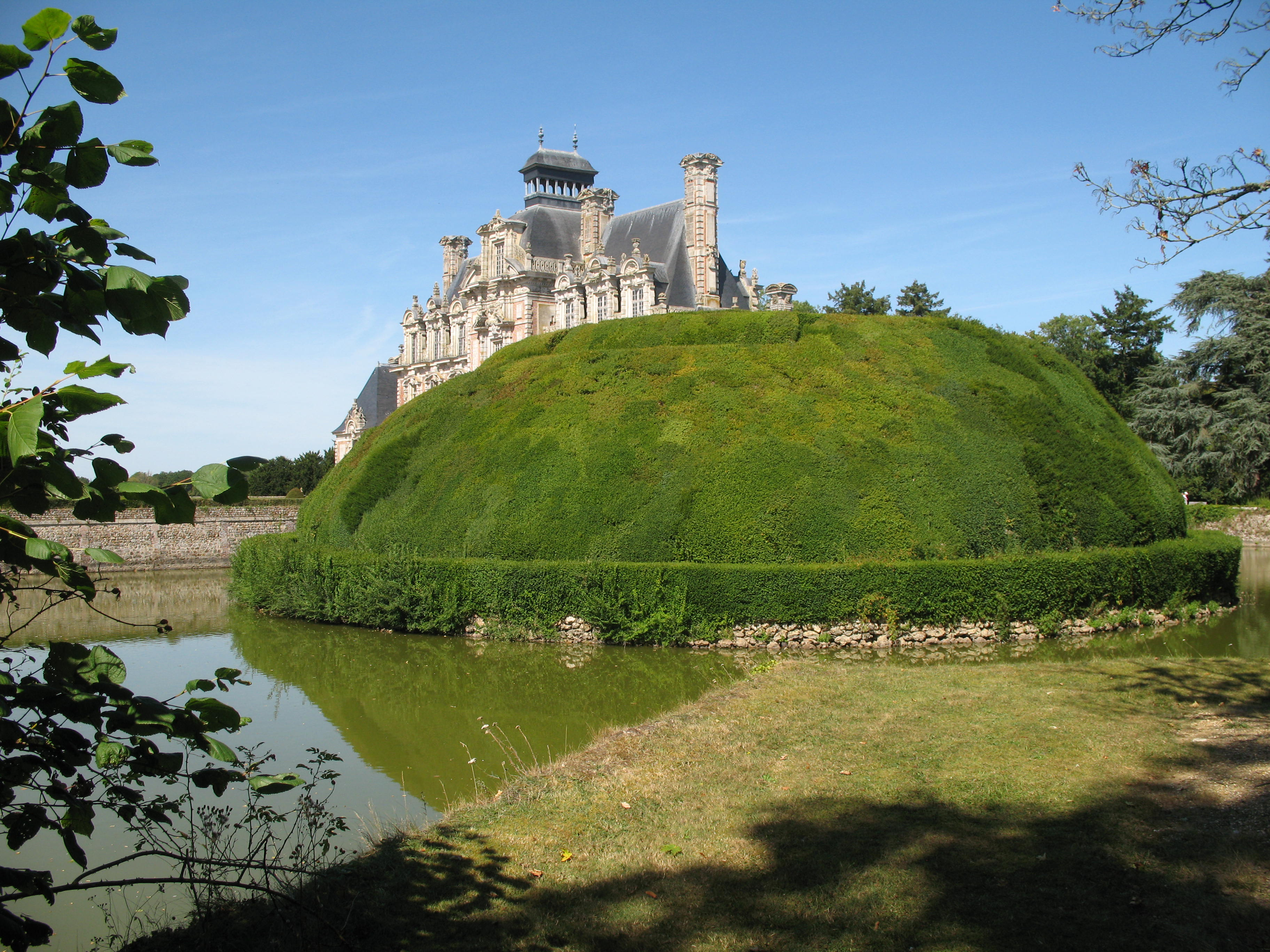
Motte féodale.
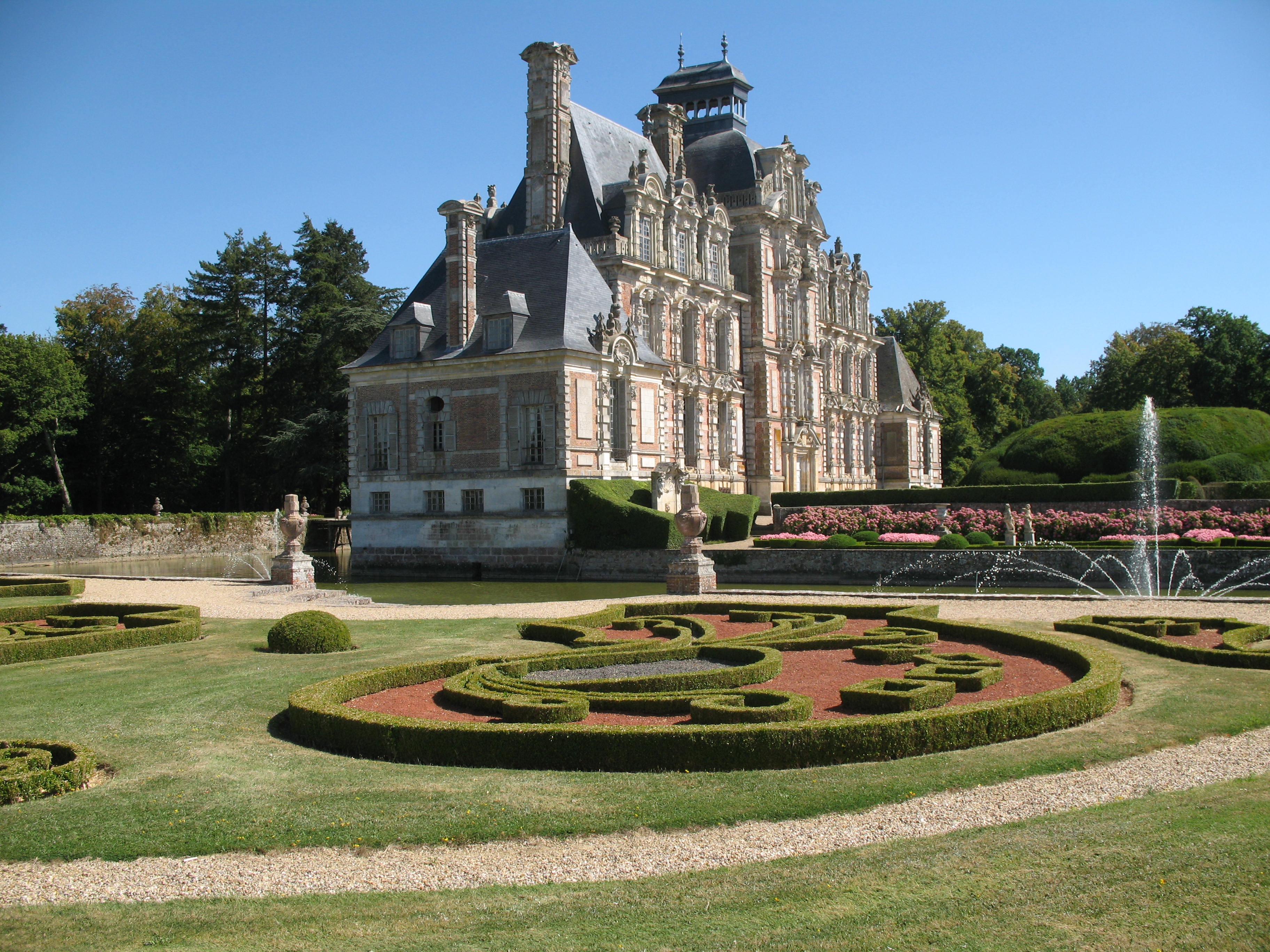
Jardins "Demi-Lune".
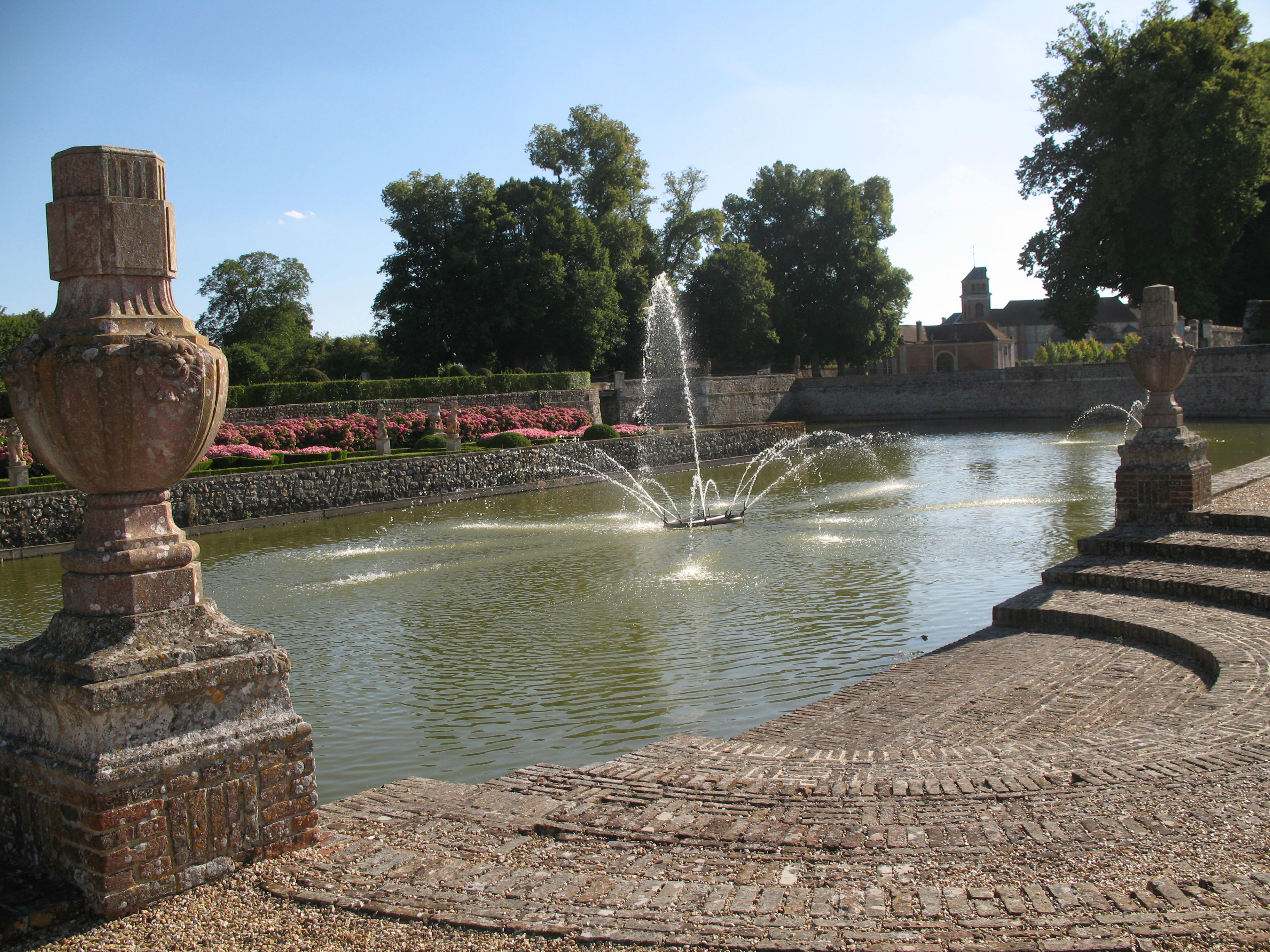
Pièce d’eau.
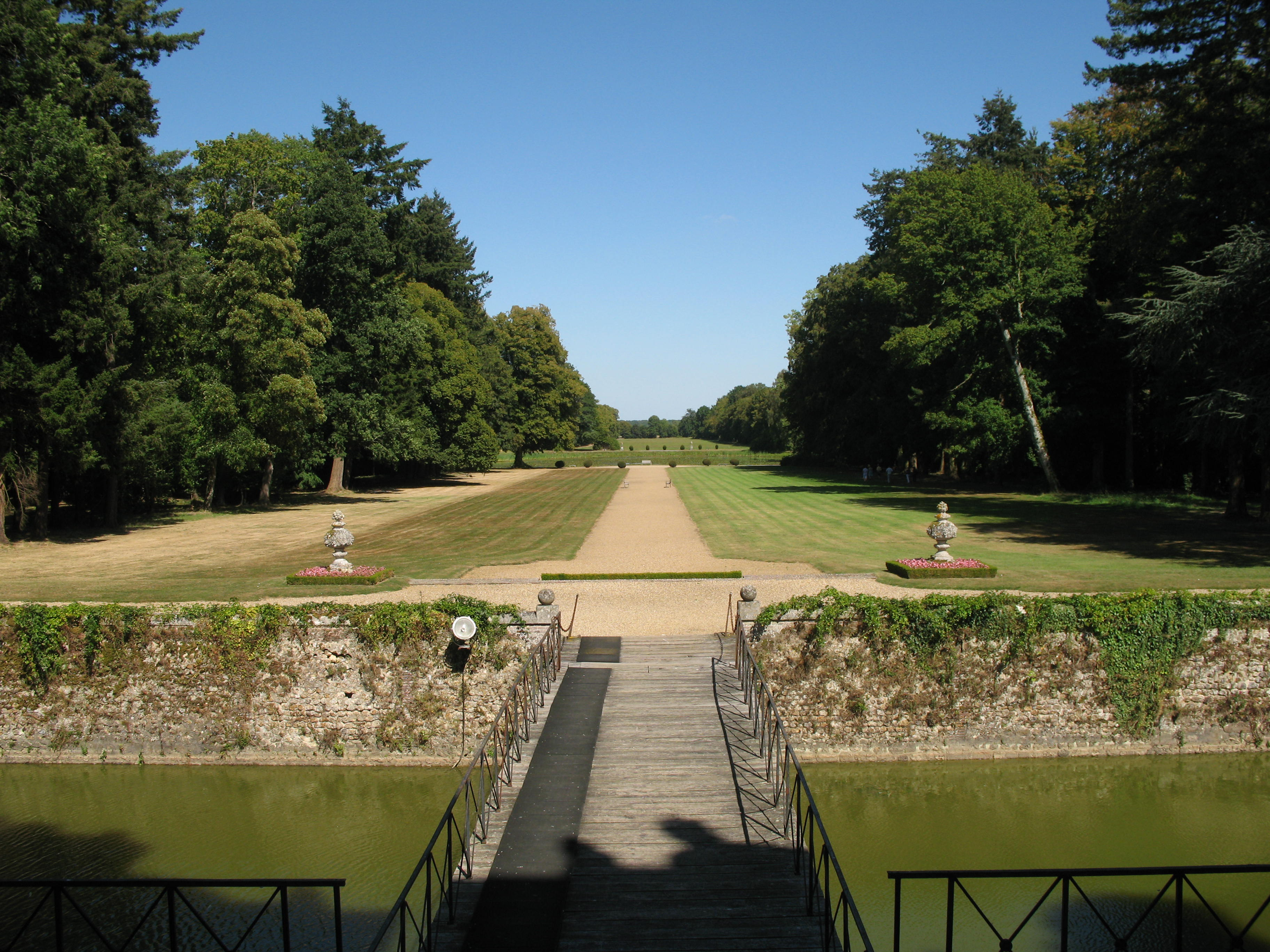
Parc.

Un château qui s'inspire fortement de Beaumesnil a été construit à Liré (Maine-et-Loire) : le château de la Turmelière, le troisième du site près des vestiges du château natal du poète Joachim du Bellay.

## Protection
Au titre des monuments historiques :
- le château, sauf parties classées est inscrit depuis un arrêté du 8 mai 1926 ;
- les façades et toitures ainsi que le grand escalier intérieur du château, la cour d'honneur, les douves, la grande perspective du parc et la terrasse lui faisant suite, la motte féodale sont classés depuis un arrêté du 20 décembre 1966 ;
- le parc, les perspectives, l'avant-cour, la demi-lune, les basses-cours, les vergers et jardins clos avec leurs aménagements, les murs, les grilles et portails ; les façades et toitures des pavillons d'entrée et des communs sont inscrits depuis un arrêté du 5 février 1997.

## Musée de la reliure
Depuis 1979, le château abrite dans sa bibliothèque et sur l'un de ses étages un musée de la reliure. Environ 450 reliures anciennes y sont exposées, ainsi que des outils de relieur. La collection comporte de nombreuses reliures d'origine allemande, italienne et d'Europe centrale, ainsi que des reliures françaises « à l'éventail » et dorées aux petits fers (XVIIe siècle) et reliures aux armes du XVIIIe siècle.

## Armoiries
- Harcourt de Beaumesnil : de gueules à deux fasces d'hermine
- Paynel : d'or, à deux fasces d'azur, accompagnées de neuf merlettes de gueules, 4, 3, 2
- Bouton de Chamilly : de gueules, à la fasce d'or
- Malet de Graville : De gueules à trois fermeaux d’or posés 2 et 1
- Maistre : d'azur, à trois soucis tigés et feuillés d'or

comtes de Meulan.
Harcourt.
Harcourt de Beaumesnil (selon l'Armorial de Gelre).
Tournebu.
Elbeuf.
Béthune-Chârost.
Deuxième maison de Montmorency-Laval (branche de Laval-Lezay.)
Romanov.

## Quelques devises
- Harcourt : Le bon temps viendra
- Bouton de Chamilly : Le souvenir tue Bouton
- Malet de Graville : Ma force d'en haut
- Béthune : Spes In Deo Non Vana (L'espoir en Dieu n'est pas vain)
- Montmorency-Laval : Dieu aide au premier baron chrétien Aπλανωσ (Aplanos signifie « tout droit »)
- Maistre : Fors l'honneur, nul souci